# Derocalymma cruralis
Derocalymma cruralis är en kackerlacksart som först beskrevs av Carl Stål 1858.  Derocalymma cruralis ingår i släktet Derocalymma och familjen jättekackerlackor.
Artens utbredningsområde är Namibia. Inga underarter finns listade i Catalogue of Life.